# Волков, Игорь Евгеньевич
Игорь Евгеньевич Волков (род. 19 мая 1967, Северск, Томская область, РСФСР, СССР) — российский государственный деятель.

## Биография
Игорь Волков родился в 1961 году, уроженец Северска. Получил образование в городской школе № 77, в которой обучался до 1984 года.
Поступил в политехнический институт Томска на теплоэнергетический факультет, там учился до 1991 года, по окончании получил специальность «тепловые электрические станции». Во время учёбы прошёл службу в армии.
После института стал работать на Сибирском химкомбинате в турбинном цеху, который в 2001 году возглавил.
Был депутатом Думы закрытого административно-территориального образования Северск I созыва с 2005 по 2008 год. После этого стал работать в должности заместителя главы города, а ещё через год назначен на должность градоначальника Северска. Через год на заседании Думы избран на эту же должность повторно, получив 18 из 21 голосов от депутатов.
В 2013 году ушёл в отставку и вернулся работать замом главного инженера на химический комбинат, где трудился до становления политиком. По словам главы Думы Григория Шамина, причиной стали разногласия между ним и Волковым. Обязанности главы Северска стал исполнять Диденко Николай.
Является членом партии «Единая Россия», выдвигался от неё на выборы депутатов Томской областной думы пятого созыва. Состоит в браке, есть дочь.